# Templo Mayor

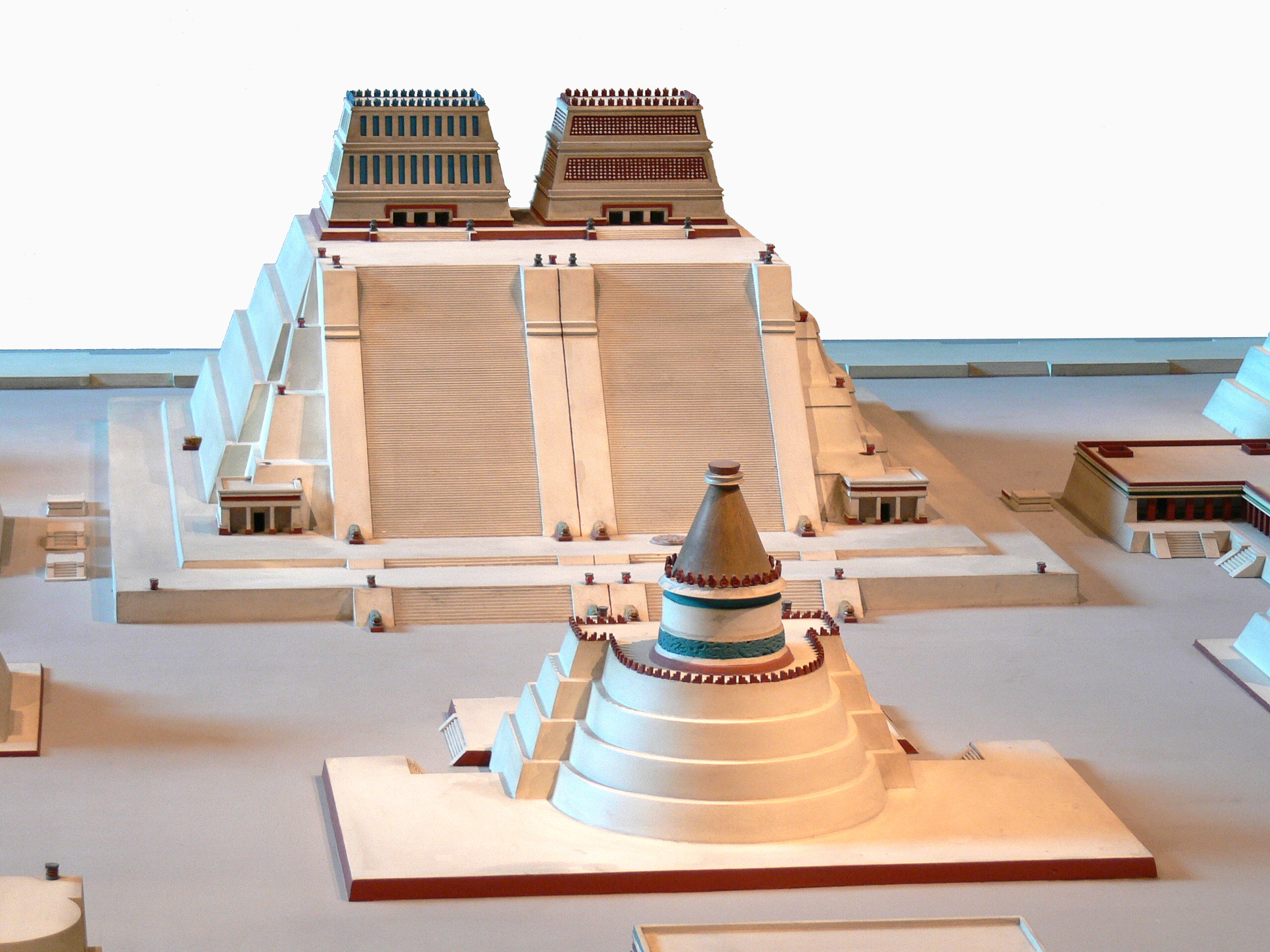
Una ricostruzione dell'antico Templo Mayor

La Grande Piramide (o Templo Mayor) era il tempio principale di Tenochtitlán (attuale Città del Messico), capitale dell'impero azteco.

## Descrizione
La piramide aveva la funzione di supporto a due templi, posizionati in cima, dedicati agli dei Huitzilopochtli e Tlaloc, considerati dagli Aztechi di eguale potenza. La base di questo tempio era di 100x80 metri con un'altezza di 60 metri su 7 livelli.

## Storia
Nel 1325 cominciò la costruzione del tempio, che nel corso del tempo venne più volte ampliato e ricostruito e la sua costruzione terminò nel 1487, come riportato sulla lapide commemorativa che un tempo ne ornava i muri.
Il tempio di Huitzilopochtli, dio della guerra e del sole, era posizionato a sinistra (sud) e dipinto di rosso. Il mito vuole che gli uomini morti in battaglia e le donne morte durante il parto fossero destinati a servire Huitzilopochtli nel suo tempio, poiché solo coloro che avevano sofferto a tal punto sarebbero stati degni di vederlo. In seguito, sarebbero tornati a vivere sotto forma di farfalle o colibrì. Proprio dal termine nahuatl huitzil (colibrì) deriva infatti il nome di questa divinità.
Il tempio di Tlaloc, dio della pioggia e della fertilità, si trovava sulla destra (nord) ed era dipinto di blu. Tlaloc era molto temuto dagli Aztechi perché ritenuto responsabile delle inondazioni delle città e degli annegamenti. Prima dei sacrifici in suo onore, venivano raccolte in un recipiente e offerte al dio le lacrime delle vittime sacrificali.
Nel novembre 1519, nella piazza antistante Hernán Cortés vi fece ardere vivo Qualpopoca, due dei suoi figli e quindici altri nobili aztechi in quanto avevano ucciso alcuni soldati spagnoli a Vera Cruz su ordine di Montezuma, che a sua volta era stato incatenato nel proprio palazzo.
Il 10 maggio 1520 vi si verificò il Massacro del Templo Mayor a opera delle truppe spagnole guidate da Pedro de Alvarado.
Il tempio fu quasi completamente distrutto nel 1521, nel corso dell'invasione della città dei conquistadores guidati da Hernán Cortés.